# Scumfuck Mucke
Scumfuck Mucke ist ein deutsches Punkrock-Label mit Sitz in Dinslaken. Das Label arbeitet eigenständig und wird von Willi Wucher, dem Sänger von Pöbel & Gesocks, betrieben.

## Geschichte und Ausrichtung
Das Label und der Versandhandel sowie ein dazugehöriges Fanzine wurde 1989 von Willi Wucher gegründet und brachte im selben Jahr seine erste Veröffentlichung heraus. Dabei handelte es sich um eine EP von The Idiots als Beilage für das Scumfuck Tradition Fanzine. Der Schwerpunkt liegt auf Veröffentlichungen von Punkrock und Oi!-Bands.

## Bands (Auswahl)
Scumfuck Mucke hat oder hatte unter anderem folgende Bands unter Vertrag:
- The Idiots
- Die Lokalmatadore
- Pöbel & Gesocks
- Schrottgrenze
- Bierpatrioten
- No Exit
- Smegma
- Broilers
- Verlorene Jungs
- Soko Durst
- Voice of Hate
- Oxo86
- Trabireiter
- Cotzraiz
- Krawallbrüder
- Berliner Weisse